# Luis Alejandre Sintes
Luis Alejandre Sintes (Mahón, 4 de junio de 1941) es un militar español, general del ejército.

## Carrera
Ingresó en la Academia General Militar en 1959. En 1963 ascendió a teniente y desde entonces hasta 1972 formó parte de la Brigada de Infantería Ligera Paracaidista. En 1976 se graduó en la Escuela de Estado Mayor. En 1980 fue ascendido a comandante y de 1984 a 1986 fue profesor en la Escuela de Estado Mayor.
También estudió ciencias políticas y cursa actualmente el doctorado en la materia. Entre otras funciones militares, intervino en misiones de paz con la ONU (ONUCA y Onusal) en Nicaragua, El Salvador y Guatemala, y medió entre el gobierno de Colombia y la guerrilla del Ejército de Liberación Nacional (Colombia).
En 1997 fue nombrado director general del Gabinete Técnico del ministro de Defensa. En 1998 ascendió a general de División y en 2000 fue nombrado general jefe de la Región Militar Pirenaica. En 2003 es nombrado jefe de Estado Mayor del Ejército de Tierra, pero dejó el cargo en 2004 tras el siniestro del Yak-42 en medio de críticas a los entonces ministros de defensa Federico Trillo y José Bono. Por este motivo se le abrió un expediente que finalmente fue archivado en 2006.
Ha obtenido múltiples condecoraciones, entre las que destacan las grandes cruces de la Real y Militar Orden de San Hermenegildo, del Mérito Naval con distintivo Blanco y del Mérito Militar con distintivo Blanco, además del premio de la Real Fundación de Toledo, por contribuir a la protección y revitalización del patrimonio histórico y cultural de la ciudad. En 2005 recibió el Premio Ramon Llull. En 2018 firmó un manifiesto pidiendo «respeto» para Franco.

## Obra
- La guerra de la Cochinchina, Cuando los españoles conquistaron Vietnam (2006)[7]

- La aventura mexicana del General Prim (2009)